# Lacconectus heubergeri
Lacconectus heubergeri là một loài bọ cánh cứng trong họ Bọ nước. Loài này được Brancucci & Hendrich miêu tả khoa học năm 2005.